# Sakoku

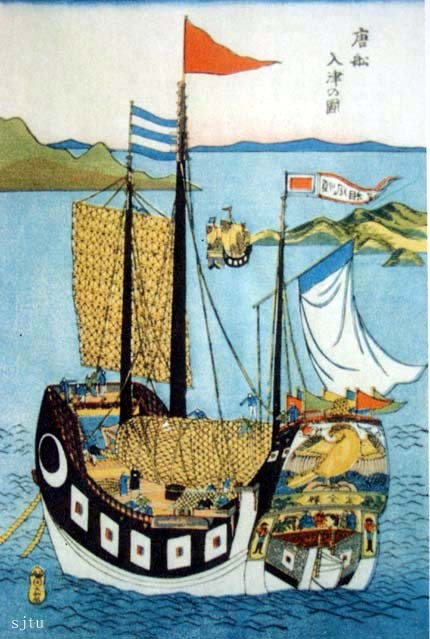
Jonc xinès al Japó, al començament del període sakoku (gravat japonès de 1644-1648)

El sakoku (鎖国, literalment "país en cadenes" o "tancament del país") va ser una política de relacions exteriors del Shogunat Tokugawa introduïda pel shōgun Tokugawa Iemitsu, on ningú, fora estranger o japonès, podia entrar al país, o sortir-ne, sota pena de mort. Va abastar des 1641, quan van ser expulsats del Japó tots els estrangers europeus, particularment els comerciants i missioners provinents d'Espanya i Portugal que havien arribat a les illes japoneses en gran nombre durant la segona meitat del segle xvi.
La instauració del sakoku no implicava l'aïllament complet del Japó, sinó que totes les relacions comercials o culturals del Japó amb la resta del món serien mantinguts en un nivell molt reduït, i sempre sota la control directe del bakufu, impedint així que qualsevol súbdit japonès intentés mantenir contacte amb estrangers de manera particular. De fet, aquest últim supòsit estava severament prohibit.
Els únics contactes del Japó amb els estrangers durant la vigència del sakoku eren mantinguts amb Corea a l'Illa de Tsushima, amb Xina mitjançant les Illes Ryukyu dependents del Clan Shimazu, i amb els Països Baixos mitjançant l'illot artificial de Dejima (situat a la badia de Nagasaki). Cal destacar que en aquests tres casos les operacions d'intercanvi comercial eren realitzades en petites illes, zones específicament allunyades del territori japonès pròpiament dit. Així mateix s'ha de tenir en compte que als estrangers participants en l'intercanvi se'ls prohibia estrictament sortir d'aquestes zones per entrar en territori japonès (excepte per les visites d'homenatge a la cort del shōgun), ni es permetia als comerciants japonesos la lliure entrada a aquestes illes.
El sistema del sakoku va durar fins al 1853, any en què el comodor Matthew Perry es va presentar amb una flota de vaixells de guerra dels Estats Units per exigir l'obertura sense restriccions del comerç i va forçar posteriorment la signatura per part del Japó del primer dels Tractats desiguals, el tractat de Kanagawa. El terme sakoku, però, no va ser utilitzat fins al segle xix. Tanmateix, tot i l'obertura iniciada el 1853, encara era il·legal per als japonesos abandonar el territori del seu país fins a la restauració Meiji.